# Jean Vautrin
Pour les articles homonymes, voir Vautrin.
Œuvres principales
- Bloody Mary (1979)
- La Vie ripolin (1987)
- Les Aventures de Boro, reporter photographe (suite romanesque commencée en 1987)
- Un grand pas vers le bon Dieu (1989)

Jean Herman, dit Jean Vautrin, est un écrivain, réalisateur, scénariste et dialoguiste français, né le 17 mai 1933 à Pagny-sur-Moselle et mort le 16 juin 2015 à Gradignan. Il exerce durant plusieurs années dans le cinéma sous son nom d'état-civil avant d'opter pour son nom de plume en littérature.

## Biographie
Après des études de lettres à Auxerre, Jean Herman est reçu premier au concours de l’IDHEC. Il fait ensuite son service militaire de 1959 à 1961 au Service cinématographique des armées, au fort d'Ivry.
Alors lecteur de littérature française à l’université de Bombay, il est assistant réalisateur de Roberto Rossellini sur Inde, terre mère. De retour en France, il réalise cinq longs métrages pour le cinéma, dont le film policier Adieu l'ami, interprété par Alain Delon et Charles Bronson ou Jeff ainsi que plusieurs téléfilms.
Il s'éloigne de la réalisation au milieu des années 1970 pour se consacrer à l'écriture.
Ayant déjà acquis une certaine notoriété en tant que Jean Herman au cinéma, il adopte le nom de plume de Jean Vautrin lors de son entrée en littérature. À bulletins rouges, son premier roman, est publié en 1973 dans la collection « Série noire ». Il gagne en notoriété comme auteur de roman policier au cours des années 1970, avec des œuvres comme Billy-Ze-Kick ou Bloody Mary, tout en continuant par ailleurs à écrire sous son nom d'état-civil des scénarios pour le cinéma.
En 1987, avec l'écrivain Dan Franck, il crée un personnage de reporter photographe au grand cœur surnommé Boro (le modèle en est Robert Capa), dont les aventures, situées dans les années 1930, courent sur la série de romans intitulée Les Aventures de Boro, reporter photographe.
Il s'éloigne du polar et du roman d'aventures avec des œuvres comme Patchwork, qui obtient le prix des Deux Magots, et La Vie Ripolin. Un grand pas vers le bon Dieu lui vaut, en 1989, la consécration du prix Goncourt. En 1998, il reçoit le prix Louis-Guilloux pour l'ensemble de son œuvre.
En octobre 2010, il est l'un des invités d'honneur du salon Lire en Poche.

### Engagement politique
En 2012, il soutient Jean-Luc Mélenchon, candidat du Front de gauche à l'élection présidentielle.

### Vie privée
Il épouse en 1963 l'actrice Anne Doat. Ils ont un fils autiste et Jean Vautrin fait don de son prix Goncourt en 1989 pour aider au financement du foyer Oriane de Barjols, lequel accueille des personnes atteintes d'autisme, dont son propre fils[réf. nécessaire].

## Distinctions
- Chevalier de l'ordre des Arts et des Lettres.

## Hommages et postérité

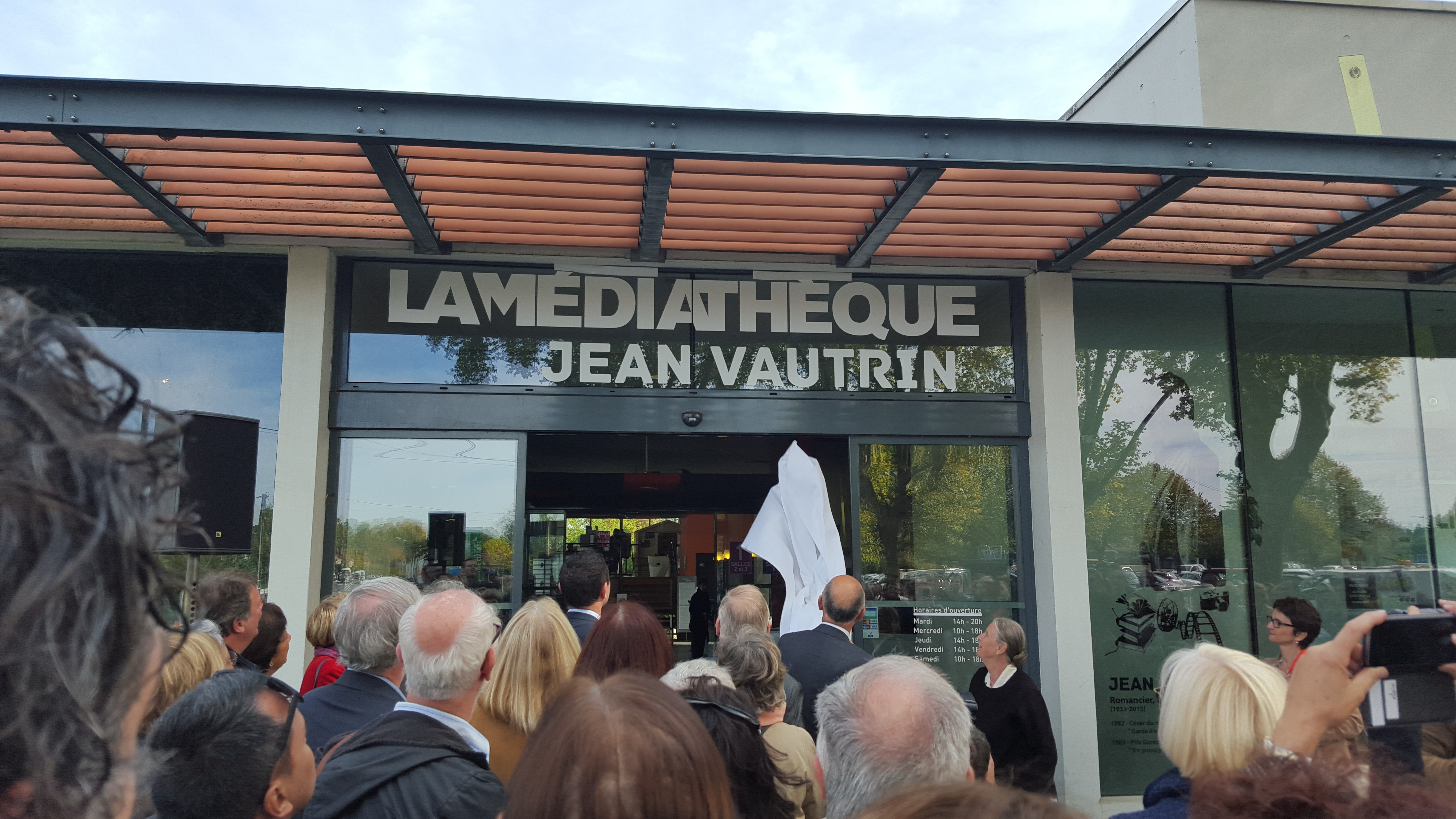
Inauguration de la médiathèque de Gradignan le 10 octobre 2015.

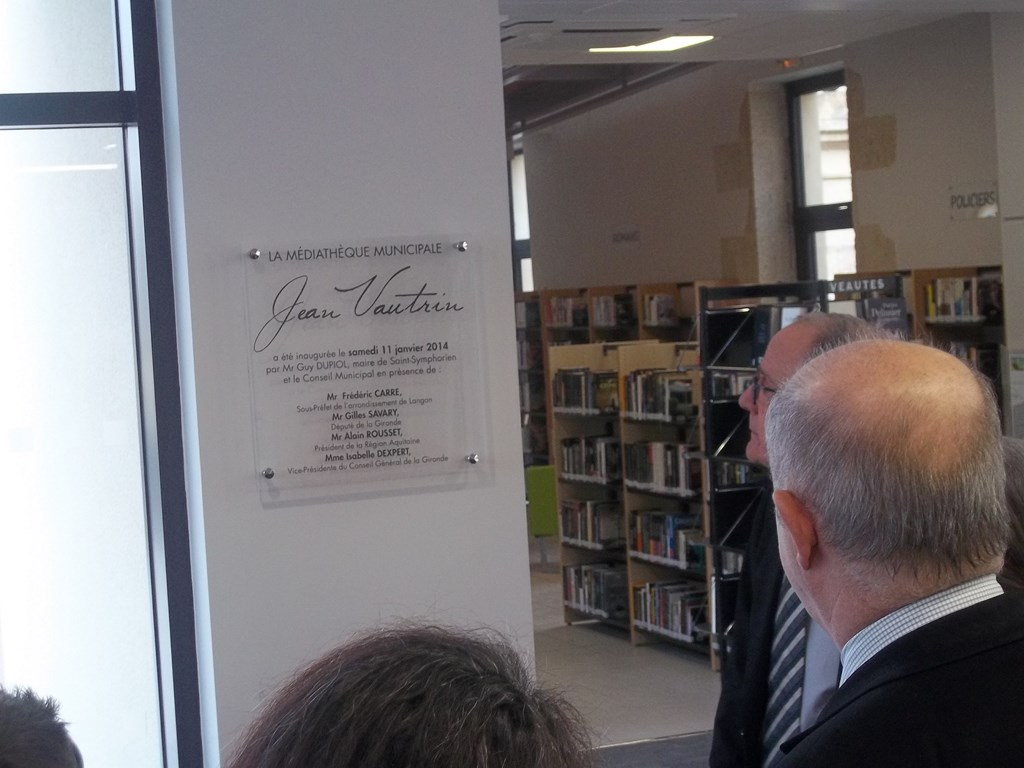
Inauguration de la médiathèque Jean-Vautrin à Saint-Symphorien.

Le 11 janvier 2014 est inaugurée dans la commune de Saint-Symphorien une médiathèque à laquelle est donné le nom de Jean Vautrin.
L'année suivante, le 10 octobre 2015, lors du salon Lire en Poche à Gradignan, la médiathèque de la commune reçoit le nom de Jean Vautrin en présence de son épouse et de membres de sa famille, du maire de la ville, de nombreuses personnalités régionales et de l'ensemble de l'équipe de la médiathèque.
Sa famille fait don de ses archives personnelles à la ville de Gradignan en 2016 afin que la médiathèque puisse traiter, inventorier et faire vivre sa mémoire et son œuvre. Le fonds, qui porte son nom, est en cours de traitement et sera, la tâche finalisée, disponible à la consultation. Le fonds Jean Vautrin contient des manuscrits, des scénarios, de la correspondance, des tableaux et dessins ainsi que divers meubles et objets.

## Œuvre littéraire

### Romans
- 1973 : À bulletins rouges (Gallimard)
- 1974 : Billy-ze-Kick (Gallimard) — adapté au cinéma par Gérard Mordillat en 1985
- 1977 : Mister Love (Denoël)
- 1979 : Typhon gazoline (Jean Goujon)
- 1979 : Bloody Mary (Mazarine) — adapté en bande dessinée par Jean Teulé en 1983
- 1980 : Groom : crime-journal d'un enfant du siècle (Mazarine)
- 1982 : Canicule (Mazarine) — adapté au cinéma par Yves Boisset en 1984 ; adapté en bande dessinée par Baru en 2013[7]
- 1986 : La Vie Ripolin (Mazarine)
- 1989 : Un grand pas vers le bon Dieu (Grasset) — prix Goncourt
- 1994 : Symphonie Grabuge (Grasset) — prix du Roman populiste
- 1997 : Le Roi des ordures (Fayard)
- 1997 : Un monsieur bien mis (Fayard)
- 1999 : Le Cri du peuple (Grasset) — adapté en bande dessinée par Tardi en 2001
- 2001 : L'Homme qui assassinait sa vie (Fayard)
- 2002 : Le Journal de Louise B. (Robert Laffont)
- 2004 : Quatre Soldats français 1 Adieu la vie, adieu l’amour (Robert Laffont)
- 2004 : Quatre Soldats français 2 La Femme au gant rouge (Robert Laffont)
- 2009 : Quatre Soldats français 3 La Grande Zigouille (Robert Laffont)
- 2012 : Quatre Soldats français 4 Les Années Faribole (Robert Laffont)
- 2014 : Gipsy blues (Allary)

### SérieLes Aventures de Boro, reporter photographecoécrite avecDan Franck
- 1987 : La Dame de Berlin (Fayard)
- 1990 : Le Temps des cerises (Fayard)
- 1994 : Les Noces de Guernica (Fayard)
- 1996 : Mademoiselle Chat (Fayard)
- 2000 : Boro s’en va-t-en guerre (Fayard)
- 2005 : Cher Boro (Fayard)
- 2007 : La Fête à Boro (Fayard)
- 2009 : La Dame de Jérusalem (Fayard)
- 2022 : Boro, Est-Ouest (Fayard)

### Nouvelles
- 1983 : Patchwork : enfants-crimes et désespoirs (Mazarine) — prix des Deux Magots 1984
- 1985 : Baby boom (Mazarine) — prix Goncourt de la nouvelle 1986
- 1989 : Dix-huit tentatives pour devenir un saint (Payot)
- 1992 : Courage, chacun (Julliard)
- 2005 : Si on s’aimait ? (Fayard)
- 2008 : Maîtresse Kristal et autres bris de guerre (Fayard)

### Romans graphiques et bandes dessinées
- 2004 : New York, 100ème rue Est (Six Pieds sous Terre), texte de Jean Vautrin, dessins de Baru
- 2007 : En attendant l'eau chaude (Flammarion), texte, dessins et photographies de Jean Vautrin
- 2013 : Le Pogo aux yeux rouges (Sarbacane)[8], texte de Jean Vautrin, dessins d'Eugénie Lavenant
- 2015 : Baby boom (La Boîte à Bulles), texte de Jean Vautrin d'après sa nouvelle, dessins d'Eugénie Lavenant

### Livres photographiques
- 1985 : Crime-Club (La Manufacture), photographies de Gérard Rondeau, texte de Jean Vautrin
- 1996 : Jamais comme avant (Cercle d'Art), photographies de Robert Doisneau, texte de Jean Vautrin
- 1999 : J'ai fait un beau voyage : photo-journal, 1955-1958 (Cercle d'Art), photographies et texte de Jean Vautrin
- 2003 : Sabine Weiss (La Martinière), photographies de Sabine Weiss, texte de Jean Vautrin

### Textes divers
- 2009 : La Vie Badaboum, récit (Fayard)
- 2010 : Docteur Herman et Mister Vautrin : entretiens avec Noël Simsolo (Écriture)

## Filmographie

### Réalisateur
- 1958 : Voyage en Boscavie, court métrage coréalisé avec Claude Choublier — prix Émile-Cohl 1958
- 1960 : Actua-Tilt, court métrage de 11 min[9]
- 1961 : La Quille, court métrage de 15 min — prix du jury au festival de Venise
- 1961 : Les Guerriers, long métrage inachevé sorti en 1963 en court métrage sous le titre Les Fusils
- 1962 : Twist Parade, court métrage de 6 min — prix du meilleur documentaire au festival d'Oberhausen 1963
- 1962 : Le Chemin de la mauvaise route, documentaire de 58 min sur un couple de blousons noirs[10]
- 1967 : Le Dimanche de la vie
- 1968 : Adieu l'ami
- 1969 : Jeff
- 1971 : La Belle Garce et le Truand (Popsy Pop)
- 1972 : L'Œuf
- 1975 : Les Grands Détectives (TV), deux épisodes : Un rendez-vous dans les ténèbres et Monsieur Lecoq
- 1975 : Les Peupliers de la Prétentaine (TV)

### Assistant réalisateur
- 1959 : Inde, terre mère (ভারত: মাতৃ ভূমি, India: Matri Bhumi) de Roberto Rossellini
- 1961 : Paris nous appartient de Jacques Rivette
- 1962 : Les Quatre Cavaliers de l'Apocalypse (The Four Horsemen of the Apocalypse) de Vincente Minnelli
- 1962 : Le Jour le plus long (The Longest Day) de Ken Annakin

### Scénariste
- 1976 : Le Grand Escogriffe de Claude Pinoteau
- 1979 : Flic ou Voyou de Georges Lautner
- 1980 : Le Guignolo de Georges Lautner
- 1980 : L'Entourloupe de Gérard Pirès
- 1981 : Garde à vue de Claude Miller
- 1983 : Le Marginal de Jacques Deray
- 1984 : Rue barbare de Gilles Béhat
- 1984 : Canicule d'Yves Boisset
- 1985 : Urgence de Gilles Béhat
- 1986 : Bleu comme l'enfer d'Yves Boisset
- 1987 : Charlie Dingo de Gilles Béhat
- 2012 : L'Été des Lip de Dominique Ladoge (TV)

## Prix
- 1980 : Prix Mystère de la critique pour Bloody Mary[11]
- 1982 : César du meilleur scénario pour Garde à vue
- 1989 : Prix Goncourt
- 2002 : Alph'Art du public au festival d'Angoulême pour Le Cri du peuple, t. 1 (avec Jacques Tardi)[12]

### Presse
- Patrick Tardit « Jean Vautrin vers le bon Dieu », Le Républicain lorrain n° 1249, 17 juin 2015, p. 7  (ISSN 0397-0639).
- Jean Vautrin sur lexpress.fr.